# Kazuhiro Furuhashi
Kazuhiro Furuhashi (古橋 一浩 Furuhashi Kazuhiro?,  Hamamatsu, Prefectura de Shizuoka, 9 de junio de 1960); es un director y supervisor de anime japonés. Es reconocido como uno de los directores más importantes del anime, habiendo dirigido la serie Rurouni Kenshin (incluyendo la serie televisiva y sus siguientes ovas), Zipang, ¡Están Arrestados!, GetBackers, Hunter × Hunter, Le Chevalier D'Eon, Real Drive, Mobile Suit Gundam Unicorn, Dororo y más recientemente Spy × Family.

## Biografía y carrera tempranas
Empezó su carrera como animador con la adaptación del anime Urusei Yatsura de Rumiko Takahashi y posteriormente comenzó como director en la adaptación de Studio Deen del anime Ranma ½, otro trabajo de Rumiko Takahashi. Furuhashi es conocido por sus retratos realistas y ha obtenido una buena reputación como director por sus planos en primera persona. Furuhashi a menudo ha colaborado y supervisado producciones de anime de alta calidad con animadores como Norio Matsumoto, Atsuko Nakajima y Hirofumi Suzuki. A lo largo de los años, ha trabajado en numerosas producciones con Studio Deen y empezó su carrera de director en este estudio.

## Trabajos
| Año  | Producto   | Nombre                                                    | Papel                                        | Ref               |
| ---- | ---------- | --------------------------------------------------------- | -------------------------------------------- | ----------------- |
| 1981 | anime      | Urusei Yatsura                                            | director de animación                        |                   |
| 1986 | anime      | Maison Ikkoku                                             | animador clave                               |                   |
| 1988 | anime      | F: motor en pista                                         | animador clave                               |                   |
| 1988 | anime      | Ranma ½                                                   | storyboards, dirección de episodio           |                   |
| 1989 | OVA        | Chōjin Locke: Señor Reon                                  | storyboard                                   |                   |
| 1990 | OVA        | Ranma ½: Nettō Utagassen                                  | director                                     |                   |
| 1992 | OVA        | Ranma ½: Kessen Tōgenkyō!Hanayome wo Torimodose!!         | director                                     |                   |
| 1994 | OVA        | ¡Están Arrestados!                                        | director, storyboards, director de episodio  |                   |
| 1996 | anime      | ¡Están Arrestados!                                        | director                                     |                   |
| 1996 | anime      | Rurouni Kenshin                                           | director, storyboards, director de episodio  |                   |
| 1999 | OVA        | Rurouni Kenshin: Meiji Kenkyaku Rōmantan: Tsuioku-Gallina | director                                     |                   |
| 1999 | anime      | Hunter × Hunter                                           | director                                     |                   |
| 2000 | OVA        | Riendaō Tantei Miko                                       | director, storyboards                        |                   |
| 2001 | OVA        | Rurouni Kenshin: Meiji Kenkyaku Rōmantan: Seisō-Gallina   | director                                     |                   |
| 2002 | anime      | GetBackers                                                | director, storyboards                        |                   |
| 2007 | anime      | Espíritu vengador                                         | storyboards                                  |                   |
| 2004 | anime      | ¡A partir de hoy soy el rey de los demonios!              | animación clave del episodio 2               |                   |
| 2004 | anime      | Gunslinger Girl                                           | storyboards de episodio 12                   |                   |
| 2004 | anime      | María nos observa                                         | storyboards                                  |                   |
| 2004 | anime      | Genshiken                                                 | storyboards de episodios 2 y 4               |                   |
| 2004 | videojuego | Tales of Rebirth                                          | director, storyboards, director de animación |                   |
| 2005 | videojuego | Tales of the Abyss                                        | director, storyboards, director de animación |                   |
| 2006 | anime      | El caballero de Eon                                       | director, storyboards, director de episodio  |                   |
| 2007 | anime      | Darker than Black: el contratista de negro                | storyboard del segundo tema de apertura      |                   |
| 2007 | anime      | Cuando las cigarras lloran                                | storyboard del episodio 13                   |                   |
| 2008 | anime      | Real Drive                                                | director, storyboards, director de animación |                   |
| 2008 | anime      | Amatsuki                                                  | director                                     |                   |
| 2009 | anime      | Llegando a ti                                             | storyboard del episodio 6                    |                   |
| 2010 | OVA        | Mobile Suit Gundam Unicorn                                | director                                     |                   |
| 2011 | OVA        | Rurouni Kenshin: Nuevo Kyoto Arc                          | director                                     |                   |
| 2016 | anime      | Mobile Suit Gundam Unicorn                                | director                                     |                   |
| 2017 | anime      | Altair: un récord de batallas                             | director                                     | [ 4 ] [ 5 ]       |
| 2017 | anime      | Neo Yokio                                                 | director en cinco (5) episodios              | [ 6 ] [ 7 ] [ 8 ] |
| 2019 | anime      | Dororo                                                    | director                                     | [ 9 ]             |
| 2022 | anime      | Spy × Family                                              | director                                     | [ 10 ]            |

- Super Zugan (1994; acabando animación)
- Luchadores de batalla: Garō Densetsu (1992; storyboards, dirección de episodio)
- Luchadores de batalla: Garō Densetsu 2 (1993; director, dirección de episodio)
- Kuma Ningún Pūalquitránō (1995@–1996; storyboards)
- Zipang (2004@–2005; director, screenplay)
- Noein: Mō Hitori ningún Kimi e (2005@–2006; storyboards de episodio 12)
- Binchō-Bronceado (2006; director, composición de serie, screenplay, storbyoards, director de episodio, dirección y storyboards de OP y ED)
- Maria-sama ga Miteru ~Haru~ (2004; storyboards, dirección de episodio)